# 天主教韋廷根-梅赫勞自治會院區
天主教韋廷根-梅赫勞海星聖母自治會院區是天主教在奧地利一個自治會院區，直屬聖座。由熙篤會管理。是天主教會現存十一個自治會院區之一。會院區包括位於奧地利福拉爾貝格州的梅赫勞隱修院，以及德國的比爾瑙隱修院。
會院始於611年，1806年9月1日因被併入巴伐利亞王國而被解散，1854年10月18日恢復。1919年收購了德國的會院。2004年有430名教友（佔轄區總人口86.0%）、廿五名司鐸、卅五名修士、卅二名修女。現任院牧為安瑟倫·林德。